# Guayaquil
Guayaquil (uttal: [ɡwaʝaˈkil]) är den största staden i Ecuador, och tillika den viktigaste handelsstaden, belägen nära Stillahavskusten i provinsen Guayas. Staden har drygt 3 miljoner invånare.
Den största kristna församlingen är Katolska kyrkan.

## Kända personer från Guayaquil
- Gabriel García Moreno (1821–1875), Ecuadors president
- León Febres Cordero (1931–2008), Ecuadors president
- María Capovilla (1889–2006), världens äldsta person under en tid
- Frederick Ashton (1904–1988), brittisk balettdansare och koreograf
- Pancho Segura (1921–2017), tennisspelare
- Andrés Gómez (1960–), tennisspelare
- Mike Judge (1962–), amerikansk animatör, filmproducent och skådespelare
- Rafael Correa (1963–), Ecuadors president
- Jorge Queirolo Bravo (1963–)
- Felipe Caicedo (1988–), fotbollsspelare
- Domenica Saporitti, Miss Ecuador 2008
- José Joaquín de Olmedo (1780–1847),  advokat, politiker, hjälte och poet